# Nigramma eusema
Nigramma eusema är en fjärilsart som beskrevs av Louis Beethoven Prout 1926. Nigramma eusema ingår i släktet Nigramma och familjen nattflyn. Inga underarter finns listade i Catalogue of Life.